# Teodoberto Álvarez Álvarez
Teodoberto Álvarez Álvarez (Rere, 13 de abril de 1873-Santiago, 1952) fue un abogado, profesor y político chileno, miembro del Partido Demócrata. Se desempeñó como ministro de Tierras y Colonización de su país, durante la vicepresidencia y seguido gobierno del presidente Juan Esteban Montero entre 1931 y 1932.

## Familia y estudios
Nació en la comuna chilena de Rere el 13 de abril de 1873, hijo de Juan Bautista Álvarez y María Jesús Álvarez Rebolledo. Realizó sus superiores en el Instituto Pedagógico, titulándose como profesor de Estado. Luego, cursó leyes en la Escuela de Leyes de la Universidad de Chile, titulándose con la tesis Nulidad y rescisión. Juró como abogado ante la Corte Suprema el 28 de abril de 1904.
Se casó con la también profesora, Adelina Guzmán, quien fue directora del Liceo de Niñas de Rancagua desde 1920, y con quien tuvo siete hijos: Edmundo, María, Elsa, Teodoberto, Héctor, Lucía y Osvaldo.

## Carrera profesional y política
Inició su actividad profesional como funcionario del Ministerio de Justicia e Instrucción Pública, organismo en el que estuvo hasta 1906. Desde entonces ejerció libremente su profesión, siendo abogado de la Caja de Crédito Agrario y de la Corporación de Fomento de la Producción (Corfo).
En el ámbito político, fue miembro del Partido Demócrata, postulándose como candidato a diputado por los departamentos de Temuco e Imperial en las elecciones parlamentarias de 1906, sin resultar electo. El 15 de noviembre de 1931, fue nombrado por el vicepresidente radical Juan Esteban Montero como titular del Ministerio de Tierras y Colonización; cuando este asumió como presidente de la República, mantuvo el cargo, que ocupó hasta el 8 de abril de 1932.
Además, fue miembro de la Liga de Estudiantes Pobres, de la Unión Comercial de Santiago, del Centro Federico Errázuriz, del Centro La Reforma y del Centro Juventud Demócrata, estas tres últimas organizaciones afines al Partido Demócrata. Falleció en Santiago de Chile en 1952.

## Obras escritas
- La evolución inglesa y el régimen parlamentario (1924).[3]
- Los errores de la ciencia política (1933).[2]